# Xã Prairie, Quận Jewell, Kansas
Xã Prairie (tiếng Anh: Prairie Township) là một xã thuộc quận Jewell, tiểu bang Kansas, Hoa Kỳ. Năm 2010, dân số của xã này là 121 người.